# Neue Galerie New York
Neue Galerie New York je muzeum zaměřené na německé a rakouské výtvarné umění počátku 20. století. Nachází se v jižní části čtvrti Carnegie Hill na Upper East Side na Manhattanu, na rohu Páté Avenue a 86. ulice. Budovu si nechal v roce 1914 postavit průmyslník William Starr Miller II (1856–1935) jako městský dům.

## Historie
Neue Galerie New York vznikla z iniciativy dvou blízkých přátel, obchodníka s uměním a kurátora Serge Sabarského (1912–1996) a podnikatele, filantropa a sběratele umění Ronalda Laudera. Seznámili se v roce 1967, krátce předtím, než Sabarsky otevřel svou galerii na Madison Avenue.

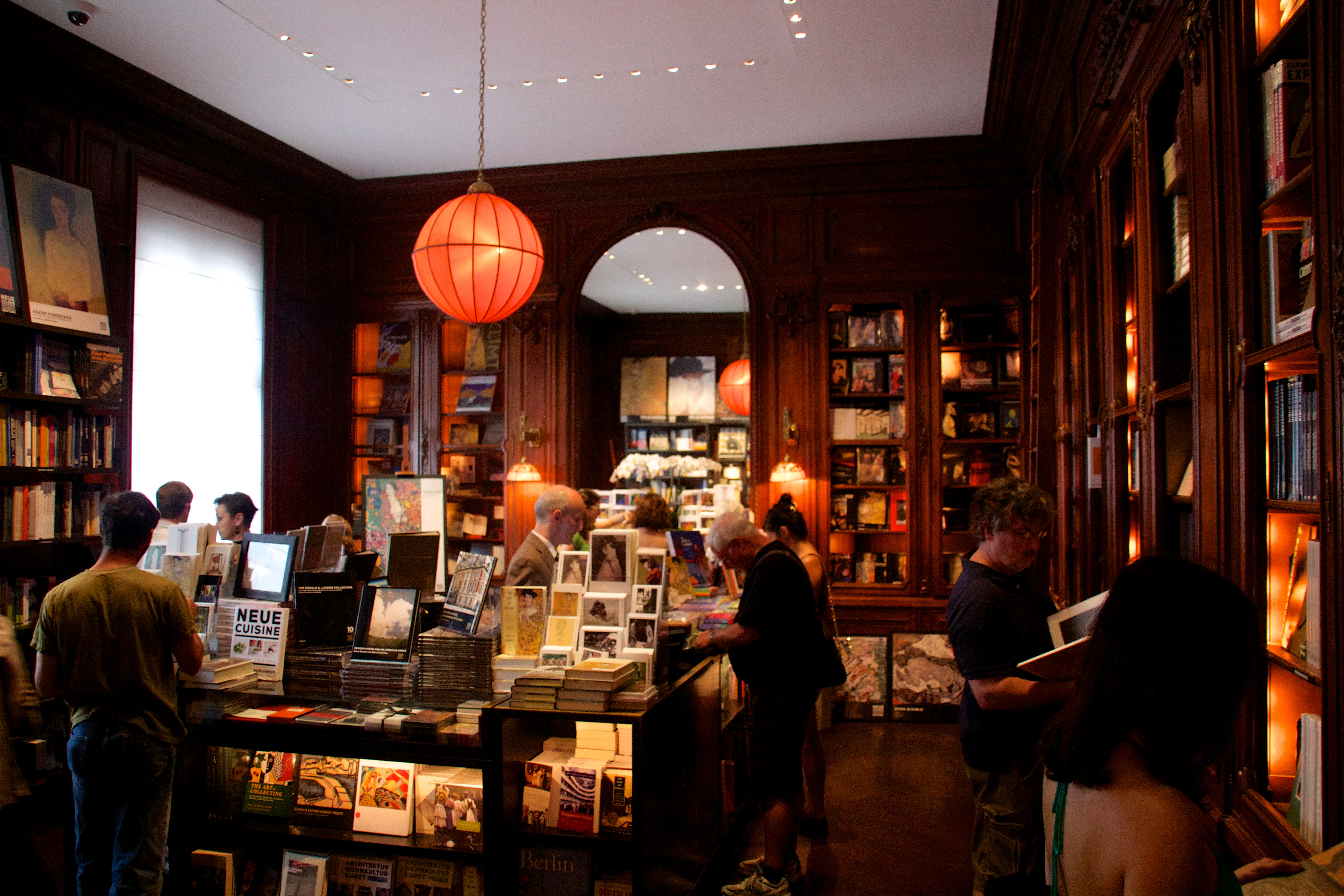
Interiér knihkupectví a designového obchodu v přízemí Neue Galerie New York

V roce 1994 společně zakoupili historický městský dům od YIVO Institute for Jewish Research. Předchozí majitelkou byla Grace Wilson Vanderbiltová (1870–1953), vdova po Corneliu Vanderbiltovi III (1873–1942). Budovu v neobarokním stylu Louis-treize navrhli architekti John Merven Carrère (1858–1911) a Thomas Hastings (1860–1929), známí mimo jiné díky budově New York Public Library.
Po Sabarského smrti v roce 1996 začal Lauder začleňovat do vznikajícího muzea svou soukromou sbírku, čímž položil základy jeho prestižního postavení.
Slavnostní otevření Neue Galerie proběhlo 16. listopadu 2001 po citlivé rekonstrukci vedené německou architektkou Annabelle Selldorf. Muzeum nabízí výstavní prostory ve dvou patrech, knihkupectví, designový obchod a dvě vídeňské kavárny: Café Sabarsky a Café Fledermaus.

## Umělecké sbírky

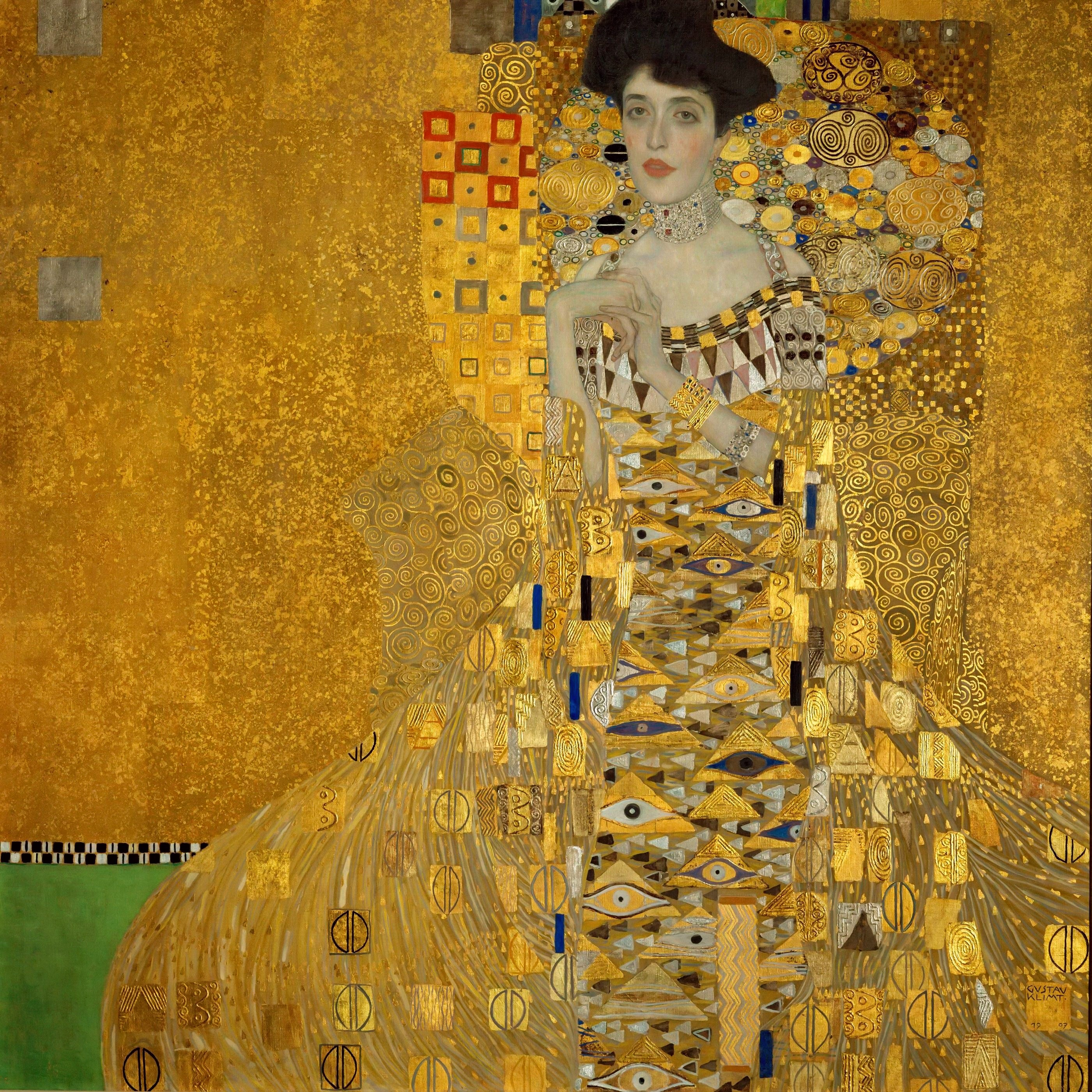
Portrét Adele Bloch-Bauer I od Gustava Klimta, olej na plátně, 1907

Sbírka Neue Galerie New York je rozčleněna do dvou hlavních částí. První patro je věnováno rakouskému umění počátku 20. století, zastoupenému díly Gustava Klimta, Egona Schieleho a Oskara Kokoschky. Druhé patro se zaměřuje na německé umění téže epochy, především na expresionismus. Mezi vystavenými autory jsou Max Beckmann, Paul Klee, Ernst Ludwig Kirchner, Otto Dix, Lyonel Feininger a Vasilij Kandinskij.
Sbírka zahrnuje nejen výtvarné umění (malbu, kresbu, sochařství), ale také fotografie, designové objekty a dekorativní umění z Německa a Rakouska, vzniklé mezi lety 1890 až 1940. Zastoupena jsou i díla spojená s hnutím Bauhaus, stejně jako práce Josefa Hoffmanna, Kolomana Mosera, George Grosze či Georga Scholze.
Roku 2001 získala galerie Beckmannův Autoportrét s lesním rohem, který byl vydražen z privátní sbírky Stephana Lacknera v New Yorku za přibližně 50 milionů německých marek.
V červnu 2006 zakoupila Klimtův Portrét Adele Bloch-Bauer I v soukromém prodeji za rekordních 135 milionů amerických dolarů, tehdy nejvyšší částku zaplacenou za obraz.
V listopadu téhož roku přibyl do sbírky obraz Berlínská pouliční scéna od Ernsta Ludwiga Kirchnera, dříve ve vlastnictví Brücke-Museum v Berlíně, za 38,1 milionu dolarů.

Roku 2016 galerie vrátila obraz Akt (1914) od Karla Schmidt-Rottluffa dědicům sběratele Alfreda Hesse, jehož sbírka byla zabavena nacisty. Po restituci dílo odkoupila zpět za tržní cenu.

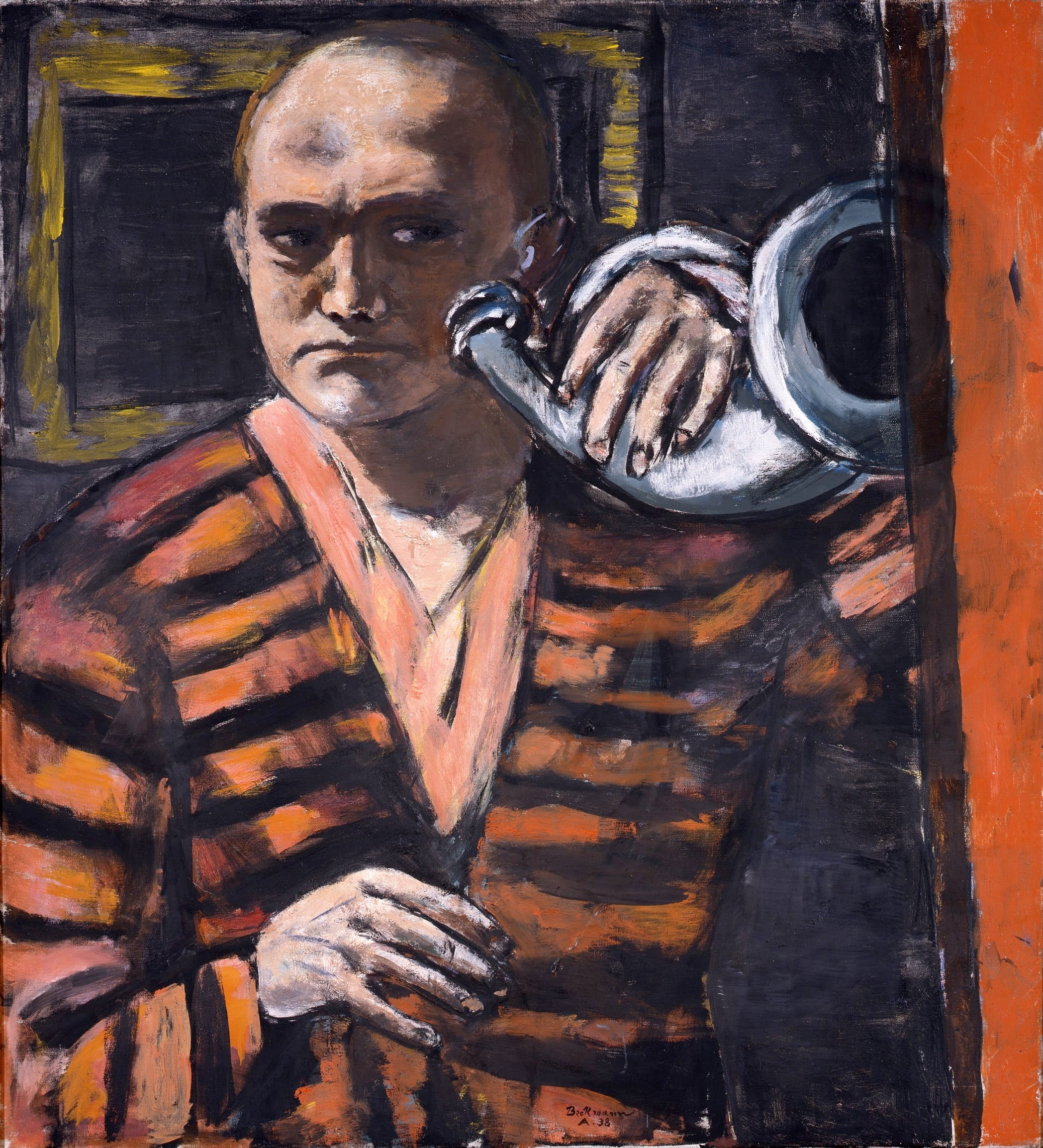
Autoportrét s lesním rohem od Maxe Beckmanna, olej na plátně, 1938
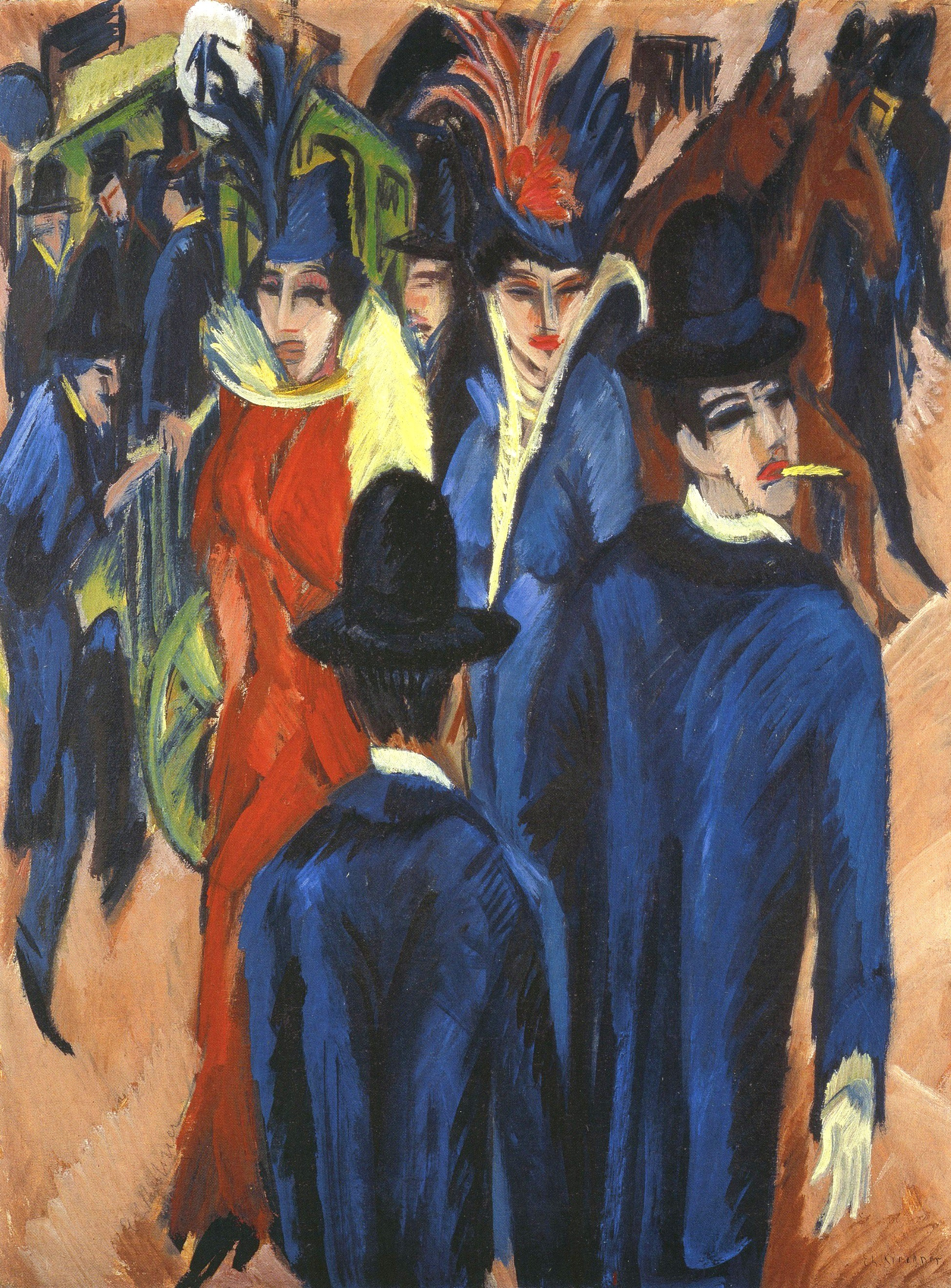
Berlínská pouliční scéna od Ernsta Ludwiga Kirchnera, olej na plátně, 1913
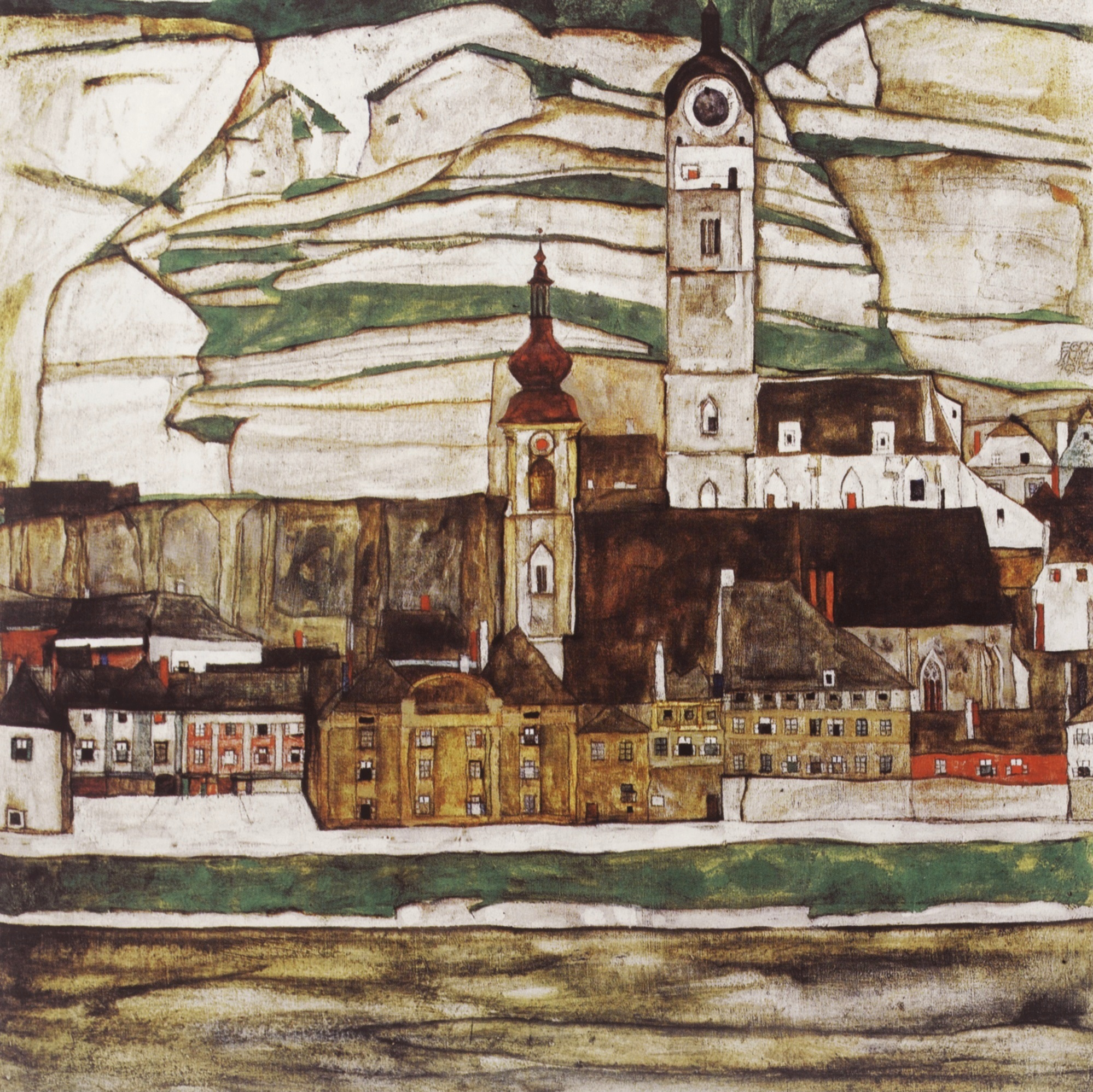
Pohled na Stein u Dunaje od jihu od Egona Schieleho, olej na plátně, 1913
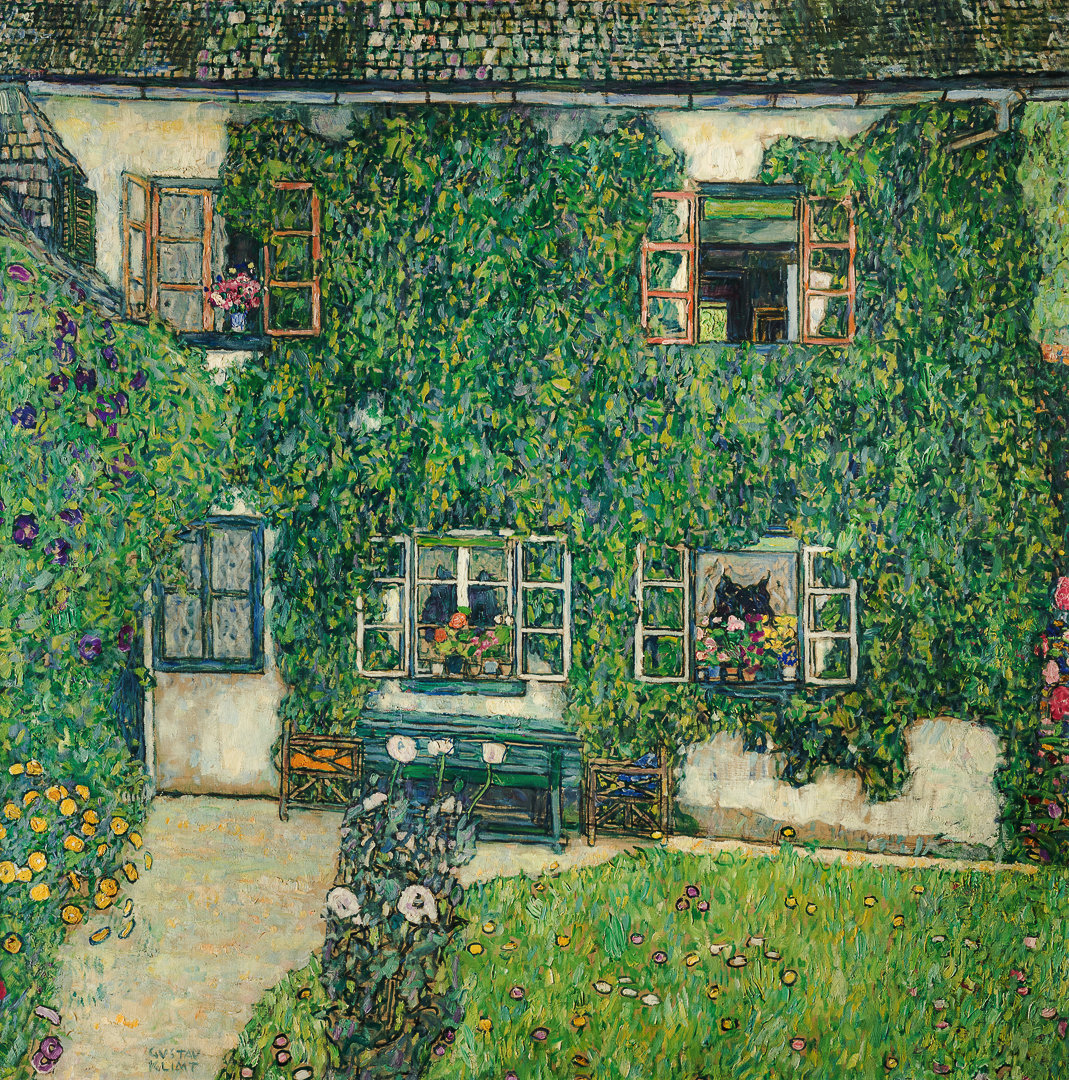
Lesní dům ve Weissenbachu od Gustava Klimta, olej na plátně, kolem 1901
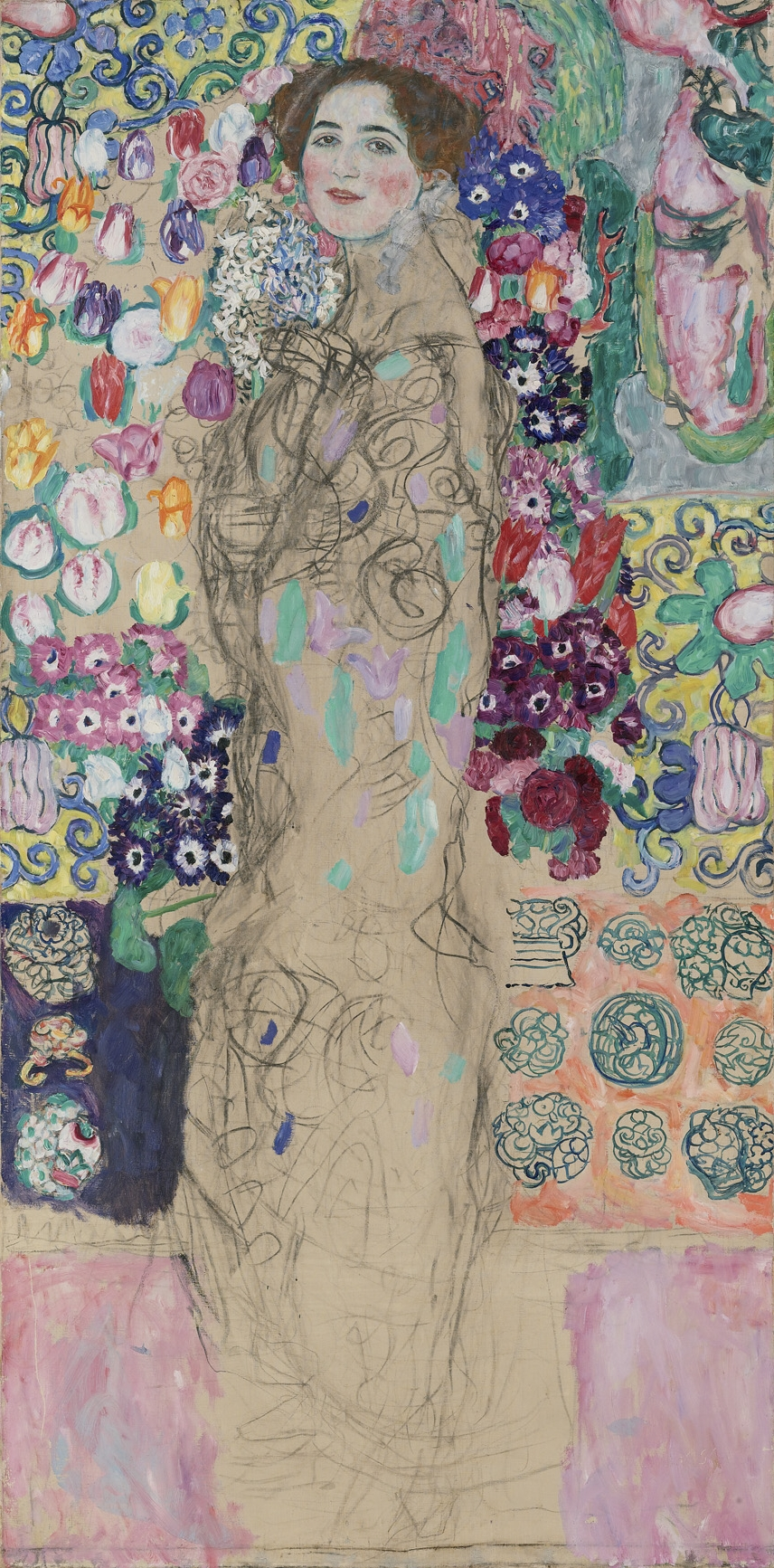
Posmrtný portrét Rii Munk III od Gustava Klimta, olej na plátně, 1917–1918
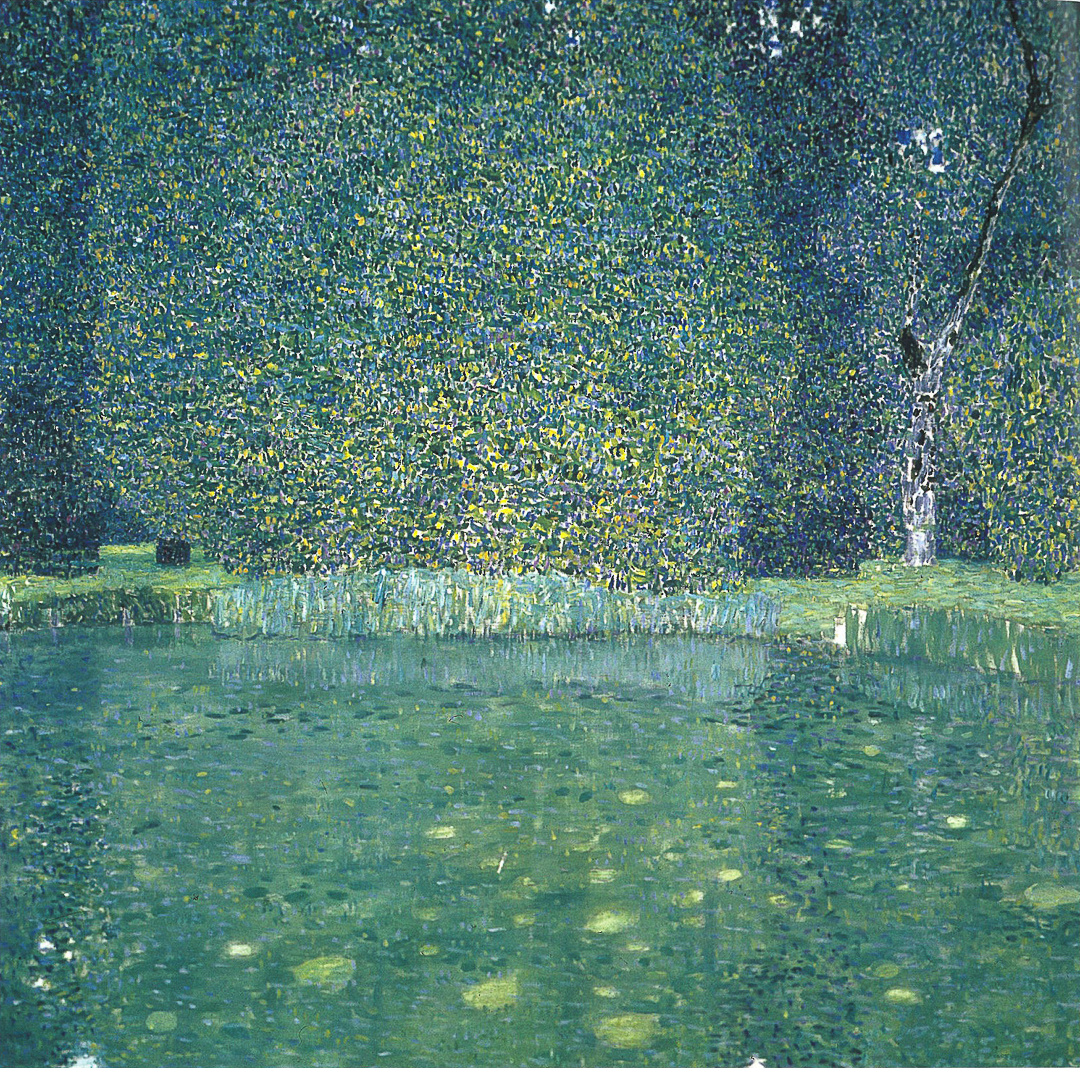
Park u zámku Kammer od Gustava Klimta, olej na plátně, 1909

## Výstavy (výběr)
- 2002: Nové světy: německé a rakouské umění 1890–1940
- 2002: Oskar Kokoschka: rané portréty z Vídně a Berlína, 1904–1914
- 2002: Dagobert Peche a Vídeňská dílna
- 2003: Vídeňské stříbro: moderní design 1780–1918
- 2005: Egon Schiele: sbírky Ronalda S. Laudera a Serge Sabarského
- 2006: Josef Hoffmann: interiéry 1902–1913
- 2007: Van Gogh a expresionismus
- 2007: Gustav Klimt: sbírky Ronalda S. Laudera a Serge Sabarského
- 2011: Sbírka Ronalda S. Laudera: výběr od 3. století př. n. l. do 20. století – Německo, Rakousko a Francie
- 2014: Zvrhlé umění: útok na moderní umění v nacistickém Německu, 1937
- 2016: Munch a expresionismus
- 2017: Vídeňská dílna 1903–1932: luxus krásy
- 2019: Ernst Ludwig Kirchner

## Café Sabarsky
Café Sabarsky je stylová kavárna v přízemí muzea Neue Galerie New York, inspirovaná tradičními vídeňskými kavárnami z počátku 20. století. Nese jméno spoluzakladatele muzea Serge Sabarského a slouží jako prostor pro gastronomii i kulturní akce. Interiér je vybaven autentickými dobovými prvky:
- svítidly podle návrhu Josefa Hoffmanna,
- nábytkem od Adolfa Loose,
- čalouněním z látky navržené Otto Wagnerem v roce 1912.

V jednom z rohů kavárny se nachází koncertní křídlo značky Bösendorfer, využívané při kabaretních, komorních a klasických hudebních večerech pořádaných muzeem.